# National Park Service Organic Act

Logo

Le National Park Service Organic Act (en abrégé The Organic Act), est une loi fédérale américaine à l'origine du National Park Service (NPS) qui dépend du département de l'Intérieur des États-Unis. 

## Description
La loi a été promulguée le 25 août 1916 par le président Woodrow Wilson et est codifiée au titre 16 du code des États-Unis.
Le service des parcs nationaux créé par cette loi « promeut et réglemente l'utilisation des zones fédérales appelées parcs nationaux, monuments et réserves, désignés ci-après par des moyens et mesures conformes à l'objectif fondamental desdits parcs, monuments et réserves, dont le but est de conserver les paysages et les objets naturels et historiques ainsi que la vie sauvage qui s'y trouvent et d’en jouir de la manière et par les moyens les laissant intacts pour le plus grand bonheur des générations futures » (Shall promote and regulate the use of the Federal areas known as national parks, monuments, and reservations hereinafter specified by such means and measures as conform to the fundamental purpose of the said parks, monuments, and reservations, which purpose is to conserve the scenery and the natural and historic objects and the wild life therein and to provide for the enjoyment of the same in such manner and by such means as will leave them unimpaired for the enjoyment of future generations).
L'acte est parrainé par le représentant de la Californie William Kent et par le sénateur de l'Utah Reed Smoot. Le premier directeur du NPS, Stephen Tyng Mather, est chargé de superviser et d'entretenir tous les parcs nationaux, champs de bataille, lieux historiques et monuments désignés.
Les parcs nationaux ont commencé à être désignés à partir de la deuxième moitié du XIXe siècle et les monuments nationaux au début du XXe siècle. Chaque parc ou monument est géré individuellement ou, dans certains cas, à tour de rôle par l'armée des États-Unis, avec plus ou moins de succès. À partir de 1911, Smoot et son représentant, John E. Raker (en), ont présenté des projets de loi visant à créer le Service des parcs nationaux chargé de superviser la gestion de toutes ces exploitations. Le directeur de l'US Forest Service, Gifford Pinchot et ses partisans s'y sont opposés. Le Service des forêts a estimé qu'un service des parcs nationaux constituerait une menace pour le maintien du contrôle du Service des forêts sur les terres publiques réservées au commerce du bois. Depuis 1910, l'American Civic Association (en), appuyée par la Fédération générale des clubs de femmes et le Sierra Club, a lancé un appel en faveur de la création d’un service fédéral chargé de gérer les parcs. Frederick Law Olmsted, Jr., architecte paysagiste de renom soutient le projet d’une seule organisation nationale chargée de gérer les parcs nationaux.
Le secrétaire à l’Intérieur, Franklin Knight Lane demande alors à un industriel, Stephen Mather, de faire pression en faveur d’une loi créant un bureau chargé de superviser les parcs nationaux. Mather accepte un salaire superficiel de 1 $, et, avec l'aide d'un jeune avocat du nom de Horace M. Albright, une campagne est lancée. En 1915, des réunions régulières sort organisées au domicile de Kent à Washington. Les membres réguliers du groupe sont alors Kent, J. Horace McFarland de l’American Civic Association ainsi que quelques membres du personnel du département de l’Intérieur de Washington responsables des parcs nationaux.